# Tim Flock
Julius Timothy Flock (Fort Payne (Alabama), 11 mei 1924 – Charlotte (North Carolina), 31 maart 1998) was een Amerikaans autocoureur. Hij werd tweevoudig winnaar van de NASCAR Grand National Series.

## Carrière
Flock startte zijn NASCAR-carrière tijdens het eerste jaar van het kampioenschap in 1949. Hij won voor de eerste keer op de oude Charlotte Speedway in 1950. Nadat hij in 1951 zeven races had gewonnen en derde eindigde in het klassement, won hij in 1952 acht keer en werd voor de eerste keer kampioen. In 1955 won hij de titel voor de tweede en laatste keer nadat hij achttien races won, een record dat zou standhouden tot 1967 toen Richard Petty zevenentwintig keer won in één jaar. Flock reed vanaf 1957 nog enkele races per jaar tot hij er in 1961 definitief mee ophield. Hij reed in zijn NASCAR-carrière 187 races waarvan hij er veertig won. Achtendertig keer vertrok hij vanaf poleposition.
In 1991 werd hij erelid van de International Motorsports Hall of Fame. Zeven jaar later overleed hij op 73-jarige leeftijd aan de gevolgen van kanker.